# 王照堃
王照堃（1898年—1950年），原名汉文，字景旭。辽宁省法库县五台子村人，国民革命军少将军长。

## 生平
1938年10月31日铨叙任陆军少将。
1947年7月任辽宁省骑兵总指挥（新编骑兵第二军军长），驻防辽河各口岸，下辖3个骑兵旅。